# 포자충류

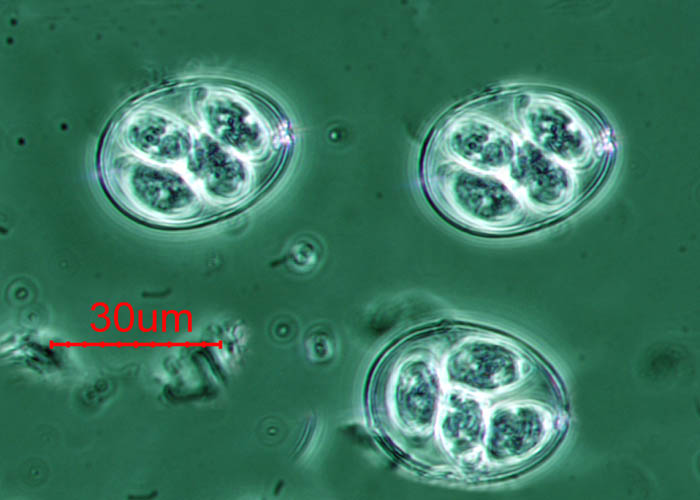

포자충류(胞子蟲類)는 모두 기생충으로서 전형적인 포자를 형성한다. 포자는 가는 실을 가지지 않는 단순형으로서 한 개 내지 여러 개의 포자껍질 속에서 분열하여 생긴 세포인 종충(種蟲)을 갖는 만생포자충류(말라리아원충), 포자가 껍질을 가지며 한 개의 종충을 갖는 무극낭포자충류, 포자가 하나 또는 더 많은 가는 실과 종충을 갖는 극낭포자충류로 나뉜다